# Polyéthercétonecétone

Structure du polyéthercétonecétone.

Le polyéthercétonecétone (PEKK) est un polymère thermoplastique semi-cristallin de la famille des polyaryléthercétones (PAEK). Il présente de bonnes résistances thermique, chimique et mécanique. La température de transition vitreuse (Tv) du PEKK est voisine de 162 °C.

## Origine
Il est proposé par Arkema après un investissement en 2017, puis un deuxième en 2019 dans une usine à Mobile (Alabama), aux États-Unis.